# 切萨纳托里内塞
切萨纳托里内塞（義大利語：Cesana Torinese），是意大利北部皮埃蒙特大区都靈廣域市的一个市镇。总面积121平方公里，总人口1040，人口密度8.6人/平方公里（2010年12月31日）。